# گمینا استرونیه اشلانسکیه
گمینا استرونیه اشلانسکیه (به لهستانی:  Gmina Stronie Śląskie) یک گمینا در لهستان است که در شهرستان کووزکو واقع شده‌است. گمینا استرونیه اشلانسکیه ۱۴۶٫۴۲ کیلومتر مربع مساحت و ۷٬۹۶۳ نفر جمعیت دارد.

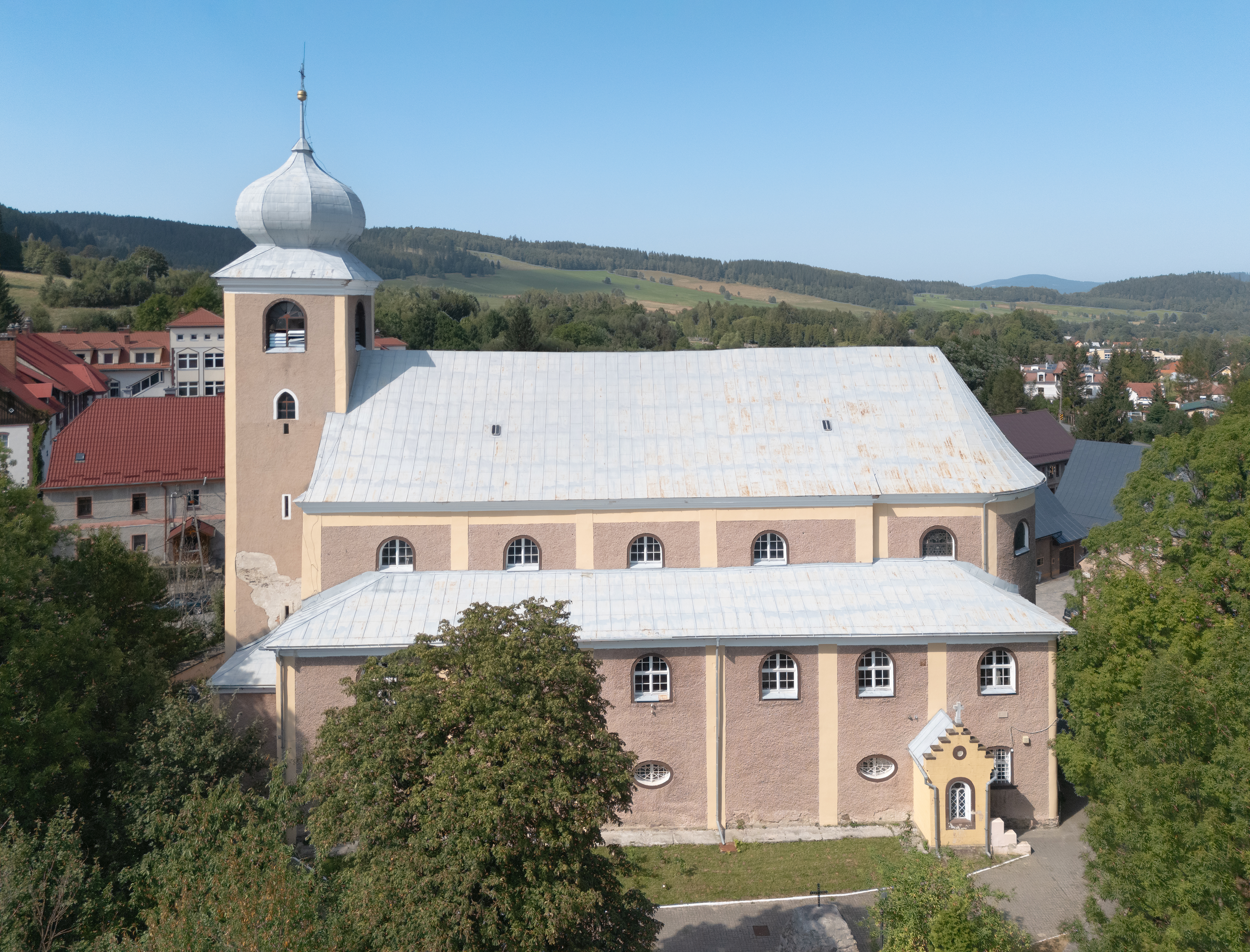